# Hemiphractus johnsoni
Hemiphractus johnsoni är en groddjursart som först beskrevs av Noble 1917.  Hemiphractus johnsoni ingår i släktet Hemiphractus och familjen Hemiphractidae. IUCN kategoriserar arten globalt som starkt hotad. Inga underarter finns listade i Catalogue of Life.